# Tillandsia flexuosa
Tillandsia flexuosa är en gräsväxtart som beskrevs av Olof Swartz. Tillandsia flexuosa ingår i släktet Tillandsia och familjen Bromeliaceae. Inga underarter finns listade i Catalogue of Life.